# Gare de Chelsfield
La gare de Chelsfield (en anglais : Chelsfield railway station), est une gare ferroviaire de la Ligne principale du Sud-Est (en), en zone 6 Travelcard. Elle  est située sur la Station Approach à Chelsfield, sur le territoire du  borough londonien de Bromley, dans le Grand Londres.
C'est une gare Network Rail desservie par des trains Southeastern de National Rail.

## Histoire
La gare de Chelsfield est mise en service le 2 mars 1868.